# Securinega capuronii
Securinega capuronii är en emblikaväxtart som beskrevs av Jacques Désiré Leandri. Securinega capuronii ingår i släktet Securinega och familjen emblikaväxter. Inga underarter finns listade i Catalogue of Life.